# 向陽村 (香港)
向陽村（英語：Heung Yeung Tsuen）是香港九龍慈雲山的一條已清拆的寮屋村落，原位於慈雲山道遊樂場和基慈小學的後山，鄰近沙田坳邨。

## 歷史
1960年代初，香港政府開展「慈雲山城市計劃」，在慈雲山與鑽石山之間的山坳發展徙置大廈。自1960年代中起，開始有貧民在慈雲山道後山的山坡和溪谷間搭建木屋聚居。向陽村的公共資源貧乏，直至1981年始獲合法供電，居民亦需在山坑或山腳街喉取水。。村民曾成立向陽村互助委員會及防火糾察隊，為村民爭取福利。
1980年，向陽村發生大火，30間寮屋被焚燬，150人受災，當時村內有逾300間寮屋，住有超過2,500居民。
政府安排分期安置向陽村村民，山頂部份率先於1987年清空，393戶共973人遷出，整個向陽村於1993年起全面清拆。居民獲安置到不同臨時房屋區，及後再安排上樓。

## 現存遺跡
- 向陽村牌匾
- 寮屋群地基
- 村口大斜路
- 向陽臨時廢物收集站

## 媒體
- 香港電台《人間有情》（1995）

## 知名居民
- 張國鈞：香港律政司副司長